# Отруйність винограду та родзинок для собак
Споживання винограду та родзинок становить потенційну загрозу для здоров'я собак: це може спричинити у тварини гостру ниркову недостатність з анурією. Таке явище вперше було визначено Центром боротьби з отруєнням тварин (ЦБОТ; Animal Poison Control Center), яким керує Американське товариство з запобігання жорстокого поводження до тварин (American Society for the Prevention of Cruelty to Animals). З квітня 2003 до квітня 2004 ЦБОТ зафіксував приблизно 140 випадків отруєння, серед них 50 тварин із початковими симптомами, і 7, що загинули.
Клінічні дані свідчать про те, що споживання родзинок та винограду може бути смертельним для собак, але механізм отруєння досі вважається невідомим.

## Причина і патологія
Причина, чому в деяких собак виникає ниркова недостатність після споживання винограду та родзинок, невідома. Види винограду, яким труїлися тварини, були й безнасіннєві, і насіннєві; куплені в крамниці та вирощені вдома; був і випадок отруєння спресованим виноградом з виноробного підприємства. Підозрюється, що в механізмі отруєння бере участь мікотоксин, але жодного не знайдено у винограді чи родзинках, що потрапив у організм уражених собак. Дозовий ефект також не визначений, але одне дослідження оцінило його як ≥3 г / кг для винограду чи родзинок.  Найбільш поширеною патологічною знахідкою є проксимальний канальцевий некроз нирок. У деяких випадках в клітинах ниркового епітелію виявлено скупчення невстановленого золотисто-коричневого пігменту. 

## Клінічні ознаки та діагностування
Блювота та діарея часто є першими клінічними проявами отруєння виноградом чи родзинками. Вони часто з'являються протягом перших декількох годин. Шматочки винограду або родзинок можуть бути присутні у блювоті або калі. Подальші прояви включають слабкість, відсутність апетиту, посилену спрагу та біль у животі. Гостра ниркова недостатність розвивається протягом 48 годин. Аналіз крові може виявити підвищення азоту сечовини, креатиніну, фосфору та кальцію. 

## Лікування
Спричинення блювоти, наприклад, апоморфіном, зазвичай є рекомендованим лікуванням, якщо собака їв виноград або родзинки протягом останніх двох годин. Подальше лікування може передбачати застосування активованого вугілля для адсорбування залишків токсинів у шлунково-кишковому тракті та внутрішньовенну інфузійну терапію протягом перших 48 годин для стимуляції діурезу та запобіганню гострої ниркової недостатности. Блювота як симптом лікується протиблювотними засобами, а шлунок захищається від уремічного гастриту антагоністами рецепторів H2. Ретельно контролюється рівень креатиніну, кальцію, фосфору, натрію та калію. Діаліз крові (гемодіаліз) та перитонеальний діаліз можуть використовуватися для підтримки нирок, якщо розвивається анурія. Олігурію (зменшення вироблення сечі) можна лікувати дофаміном або фуросемідом для стимуляції вироблення сечі.
Негативний прогноз може бути пов'язаний з олігурією або анурією, слабкістю, ускладненою ходою та сильною гіперкальціємією (підвищення рівня кальцію в крові).